# Понте (провінція Беневенто)
Понте (італ. Ponte) — муніципалітет в Італії, у регіоні Кампанія, провінція Беневенто.
Понте розташоване на відстані близько 200 км на схід від Рима, 60 км на північний схід від Неаполя, 12 км на північний захід від Беневенто.
Населення — 2596 осіб (2014).
Щорічний фестиваль відбувається 16 травня. Покровитель — San Giovanni Nepomuceno.

## Демографія
Населення за роками:

Станом на 1 січня 2023 року в муніципалітеті офіційно проживали 163 іноземці з 14 країн, серед них 11 громадян країн Євросоюзу та 15 громадян України.

## Сусідні муніципалітети
- Казальдуні
- Франьєто-Монфорте
- Паупізі
- Сан-Лоренцо-Маджоре
- Сан-Лупо
- Торрекузо